# 罗伊利
罗伊利（？—？），鲜卑姓叱罗氏，一名兴，代人，河南郡洛阳县（今河南省洛阳市东）人，北魏官员。

## 生平
罗伊利在父亲罗敦死后，于魏文成帝拓跋濬时期承袭带方公的爵位，出任内行长，以沉默寡言小心谨慎、肃敬勤勉毫不懈怠兼领御食、羽猎诸曹事务。罗伊利有次生病，魏献文帝拓跋弘前往罗伊利的住宅，亲自查看医药，罗伊利受到的待遇就是如此。罗伊利后稍微升任散骑常侍、仪曹尚书，外任安东将军、兖州刺史。罗伊利善于安抚化育，在兖州数年，边境百姓来归附的有五千多户。魏孝文帝元宏时期，柔然进攻北魏，朝廷诏令罗伊利追击柔然，没能追上后返回。之后罗伊利依例降为侯爵，出任司农卿、光禄大夫，去世。魏宣武帝元恪初年，赠予罗伊利征北将军、燕州刺史，谥号静。

## 家庭

### 父亲
- 罗敦，北魏散骑常侍、库部尚书、带方恭公

### 子女
- 罗阿奴，北魏中散大夫、带方侯
- 罗氏，长女，嫁北魏镇远将军、光州刺史元悝[1]